# Johänntgesbruch
Johänntgesbruch ist eine aus einer Hofschaft hervorgegangene Ortslage in der bergischen Großstadt Solingen. 

## Lage und Beschreibung
Johänntgesbruch liegt im Südwesten des Stadtteils Höhscheid im dünn besiedelten Talgrund des Weinsberger Bachtals. Auf dem südöstlich gelegenen Höhenzug befindet sich der Ortsteil Widdert. Zu erreichen ist der Ort über den nach ihm benannten Johänntgesbrucher Weg, der eine Querverbindung durch das Bachtal zwischen der nördlich gelegenen Bergerstraße und der südlich gelegenen Lacher Straße bildet. Das teilweise als Naturschutzgebiet ausgewiesene Weinsberger Bachtal ist bei Johänntgesbruch bewaldet, ansonsten umgeben Felder und Weiden die Hänge rund um den Ort. Am Ufer des Baches befindet sich die heute denkmalgeschützte, ehemalige Johänntgesbrucher Mühle.
Benachbarte Orte sind bzw. waren (von Nord nach West): Hingenberg, Untenfürkelt, Mittelfürkelt, Kulle, Untenwiddert, Eintracht, Lache, Strupsmühle, Enderskotten und Mittelhöhscheid.

## Etymologie
Der Ortsname ist von einem Namen abgeleitet. Unklar ist, ob ein Vorname Johannes oder ein Familienname Johänntges für die Namensgebung ursächlich war. Brangs führt den Ortsnamen auf den Personennamen Johann, Johännchen zurück. Das verbreitete Suffix -bruch in Ortsnamen deutet auf ein Sumpf- oder Feuchtgebiet hin, siehe dazu Bruch (Landschaft). 

## Geschichte
Johänntgesbruch ist seit dem 18. Jahrhundert nachweisbar. Im Jahre 1715 ist der Ort in der Karte Topographia Ducatus Montani, Blatt Amt Solingen, von Erich Philipp Ploennies mit einer Hofstelle verzeichnet und als Bruck benannt. Johänntgesbruch wurde in den Ortsregistern der Honschaft Widdert innerhalb des Amtes Solingen geführt. Die Topographische Aufnahme der Rheinlande von 1824 verzeichnet den Ort als Johanndgesbruch, die Preußische Uraufnahme von 1844 verzeichnet ihn als Johan̅chesbruch. In der Topographischen Karte des Regierungsbezirks Düsseldorf von 1871 ist der Ort als im Johäntgesbruch verzeichnet. Die Preußische Neuaufnahme von 1893 verzeichnet den Ort in der heute gebräuchlichen Form als Johänntgesbruch. 
Nach Gründung der Mairien und späteren Bürgermeistereien Anfang des 19. Jahrhunderts gehörte der Ort zur Bürgermeisterei Höhscheid, die 1856 zur Stadt erhoben wurde.
Mit der Städtevereinigung zu Groß-Solingen im Jahre 1929 wurde Johänntgesbruch ein Ortsteil Solingens. Seit Juli 1992 steht das Gebäude der ehemaligen Johänntgesbrucher Mühle, Johänntgesbrucher Weg 67, unter Denkmalschutz, das oben abgebildet ist.